# Зринка Цвитешић
Зринка Цвитешић (Карловaц, 18. јул 1979.) је хрватска позоришна, телевизијска и филмска глумица.

## Биографија
У родном Карловцу је провела своје детињство, заједно са млађом сестром Динком. Глумом је почела да се бавити још у основној школи Турањ када се прикључила драмској групи. Убрзо након тога прешла је у градско позориште „Зорин дом“.
Прва улогу добила је са дванаест година. Глумила је Пепељугу.
Позната по победи у првој сезони серијала „Плес са звездама“. За улогу у филму „Што је мушкарац без бркова?“ добила је награду за најбољу глумицу у главној улози и на Сарајевском филмском фестивалу.
Две године била је у вези са Американцем хрватског порекла Мајклом Јонгом, предузетником. Живела је и радила на релацији Загреб — Њујорк. Одласке у Њујорк користила је за усавршавање певања, плеса и енглеског језика. Током боравка у Њујорку, недостајала јој је Хрватска и одустала је од намере да живи и оснује породицу у Сједињеним Америчким Државама. Везу је прекинула и вратила се у Хрватску.
Од 2009 — 2014. године била је у вези са Хрвојем Рупчићем.
Од 2014. године у вези је са фудбалером Ником Крањчаром.

## Образовање
Приликом припреме за концерт матураната у Дому Хрватске војске, 1997. године, упознала је власника приватне академије у Америци. Одушевљена њеним гласом ступила је у контакт са Зринкиним професором певања од кога је затражила аудио и видео снимке. На основи тога добила је стипендију Музичког колеџа Беркли коју годишње добије 25 људи на свету. Као 17-годишњакиња одустала од пута у Америку и преселила се у Загреб.
Првобитна намера била јој је да упише Ветеринарски факултет због љубави према животињама, посебно коњима. Од те идеје је одустала. Плесна академија био је њен други избор, али је у Хрватској није било.
Уписала је Академију драмских уметности у Загребу и дипломирала 2002. године.
Исте године добила је главну улогу у филму „Коњаник“ у којем је одмах привукла пажњу публике храбром сценом секса у којој се појавила гола.

## Филмографија

### Телевизија
- „Волим Хрватску“ (ТВ-емисија)
- „Плес са звездама “ - такмичар (2006)
- „Вратиће се роде“ (ТВ серија) - улога Милице (2008)
- „Тито“ (ТВ серија) - улога Даворјанке Пауновић (2010)

### Позориште
- „Опера за три гроша“
- „Важно је звати се Ернест“
- „Ромео и Јулија“
- „Идемо на море“
- „И коње убијају, зар не?“
- „Канибали“
- „Мали дућан страве“

### Гласови у цртаним филмовима
- „Ко је сместио Црвенкапици“ - улога Црвенкапица (2006)

### Филм
1999. година
- „Рано буђење“

2000. година
- „Небо, сателити“ - улога болничарке
- „Велико спремање“ - улога Саре

2002. година
- „Персона“

2003. година
- „Коњаник“ - улога Лејле

2004. година
- „Чувај се сињске руке“
- „Жена мускетар“ - улога Елене
- „Катарза“

2005. година
- „Волим те“
- „Што је мушкарац без бркова?“ - улога Татјане

2009. година
- „Либертанго“
- „Загребачке приче“

2010. година
- „Торта са чоколадом“ - улога Јулијане
- „На путу“ - улога Луне

2011. година
- „Бела Биондина“ (Bella Biondina) - улога Винке
- „Леа и Дарија - Дјечје царство“ - улога Ивке

2012. година
- „Људождер вегетаријанац“ - улога др. Ловрић
- „Мост на Ибру“ (Die Brücke am Ibar) - улога Данице

## Награде и признања
- Златна Арена за улогу у филму „Шта је мушкарац без бркова?“ (2005)
- Сарајевски фестивал за најбоља улога у филму „Шта је мушкарац без бркова?“ (2005)
- Награда Мила Димитријевић за улогу Ирине у драми „Три сестре“ Антона Чехова (2006)
- Награда Златни осмех за улогу служавке Никол у представи „Грађанин племић“ Хрватско Народно позориште у Загребу (2010)
- Златна Арена за најбољу улогу у филму „На путу“ (2010)
- Награда за најбољу глумицу у Александрији за филм „На путу“ (2010)
- Награда „Shootin Stars“ за младе глумачке таленте на Берлинском фестивалу (2010)
- Награда „Златна мимоза“ на филмском фестивалу у Херцег Новом (2010)
- Награда „West Endu“ на лондонским фестивалу (2013)[5]
- Награда „Broadway World UK“ за најбољу глумицу у мјузиклу „Једном“ (Once) (2013)[6]
- Награда Лоренс Оливије у категорији најбоље глумице у мјузиклу „Једном“ (Once) (2014)